# Галерија Мића Поповић
Галерија Мића Поповић у Лозници, је легат супружника, академских сликара Миће Поповића и Вере Божичковић Поповић. Галерија је отворена у октобру 1989. године. Свој рад организује у оквиру Културног центра Вук Караџић, који је и организатор дводневне манифестације у њихову част, под називом „Мићини и Верини дани”.

Родом из Лознице, Мића Поповић је родном граду је даровао двадесет слика, осамнаест графика, два цртежа, две мапе са графикама и књиге које су о њему написали Добрица Ћосић, Лазар Трифуновић, Зоран Гаврић, Борислав Михајловић Михиз, Миодраг Павловић, као и књиге из области сликарства које је написао. У галерији су изложене слике са мотивима старе Лознице, међу којима су „Чукундедова кућа”, настала 1936. године и „Велика мртва природа” из 1989. године.
Три године касније Мићина супруга Вера Божичковић Поповић галерији је поклонила шест својих слика, књиге, фотографије и плакете, везане за њихов рад.